# Черепін Павло Сергійович
Черепін Павло Сергійович (30.09.1981, місце народження — Київ, Україна) — український медіа-продюсер та режисер, співзасновник United Heroes Group (разом із Єгором Олесовим та Наталією Гордієнко). В минулому — віцечемпіон світу з ралі 2015 року у заліку WRC-2.

## Біографія

### Освіта
1998 р. — закінчив середню школу № 57 міста Києва з поглибленим вивченням англійської мови. 2023 р. — закінчив Інститут Іноземної Філології Київського Національного Університету ім. Тараса Шевченка.

### Продюсерська кар'єра
Поєднуючи компетенції та досвід продюсування і професійного спорту, Павло Черепін передусім відомий як медіа-менеджер та шоуранер спортивних фільмів та шоу: 24, П’ять Фіналів, Особлива Атмосфера, Лінія Атаки, Auto_Гол, Суперматч та інші.
Наприкінці 2021 року Павло Черепін та Наталія Гордієнко, які заснували медіа-бренд Heroes у 2016 році, вирішили об'єднати зусилля із відомим українським режисером та продюсером Єгором Олесовим та створили United Heroes Group.
З початком повномасштабного вторгнення Росії в Україну компанія зосередилась на створенні міжнародних документальних фільмів, які висвітлюють різні аспекти війни для широкої міжнародної аудиторії. Зокрема, стрчіки Cyberwar 2022 та Hunger, створені Heroes Docs (входить до складу United Heroes Group) та чесько-італійським продакшеном So What Media, було показано на каналах і платформах Німеччини, Іспанії, Португалії, Естонії, Литві, Латвії, Польщі, тощо, та відзначено нагородами і неодноразово обрано до програм міжнародних кінофестивалів, а фільм Inside Ukraine, створений на замовлення корейського каналу MBC разом із режисеркою Кім Йонгмі, було відзначено журі Hinzpeter Award.
У 2023 році United Heroes Group продовжує створювати якісні художні і документальні фільми у партнерстві з відомими міжнародними продюсерами та бродкастерами.

### Спортивна кар'єра
Виробництво медіа-контенту було у фокусі Павла Черепіна з початку його телевізійної кар'єри у 2000-х. У період з 2001 по 2007 роки Павло працював журналістом, коментатором та ведучим: футбольне шоу «Наш футбол», Ліга Чемпіонів, чемпіонати України, Європи та світу з футболу на каналах «Інтер», «Україна», «Перший Національний». У 2002 році Павло Черепін створив проєкт ua-football, який став одним із провідних спортивних онлайн-ЗМІ в Україні. З 2005 по 2007 року Павло Черепін — директор з маркетингу Професіональної Футбольної Ліги України. З 2008-го — бізнес-консультант у галузі спортивного маркетингу та онлайн-ЗМІ, віцепрезидент Федерації Регбі України, медіа-директор Федерації Гольфа України, один із ініціаторів створення Професійної Регбійної Ліги України.
Успішна кар'єра в медіа та менеджменті отримала свій розвиток у професійному спорті. Дебютувавши на професійному рівні в ралі у 2007 році в екіпажі з Геннадієм Санченком на Ралі Ялта, вже у 2010, разом із Олександром Салюком-мол. Павло Черепін здобуває перші перемоги в чемпіонаті України (Ралі Маріуполь, Ралі Галіція та Ралі Київська Русь) і призові місця на міжнародному рівні (Rally Liepaja).
Найяскравіший період професійної спортивної кар'єри Павла Черепіна припадає на чемпіонаті світу з ралі. Дебют відбувся у 2011 році в екіпажі з Олександром Салюком-мол. У рамках програми команди Mentos Ascania Racing у заліку Production WRC екіпаж виступив на шести етапах: у Швеції, Португалії, Фінляндії, Австралії, Іспанії та Уельсі. Лише раз, на ралі Фінляндії, Салюк із Черепіним не дісталися фінішу, кілька разів перекинувшись через дах після невдалого стрибка через трамплін. Найкращим результатом екіпажу став виступ на Ралі Австралії, де український тандем посів восьме місце в абсолютному заліку ралі та третє — у заліку PWRC. Це було перше в історії потрапляння українського ралійного екіпажу в топ-10 абсолютного заліку WRC.
Зовсім інакше розгортаються події з початку 2014 року, коли Черепін отримує запрошення стати штурманом в екіпажі найуспішнішого українського пілота Юрія Протасова, який до того виступав переважно з іноземними штурманами. У першому ж спільному виступі на етапі чемпіонату світу за підтримки британської команди M-Sport на ралі Монте-Карло, Протасов і Черепін отримують переконливу перемогу у заліку WRC2. Через два місяці успіх повторюється на ралі Мексики, і до середини сезону екіпаж очолює перелік фаворитів чемпіонату. До передостанньої гонки сезону українці тримаються у топ-трійці заліку WRC2, проте на фінальному етапі в Уельсі суперники Нассер Аль-Аттія та Ярі Кетомаа відтісняють екіпаж Протасова та Черепіна на четверту позицію в заліку.
Сезон 2015 року Протасов та Черепін починають на абсолютно новому для них автомобілі — Citroen DS3 WRC, підготовленому командою D-Max Racing. Дебютні перегони у Монте-Карло складаються не найкращим чином, і вже на другому етапі у Швеції екіпаж повертається до більш знайомого Ford Fiesta RS WRC та команди M-Sport. Шведські перегони приносять Юрію та Павлу знаковий результат: показавши на шостій спецділянці перегонів найкращий час в абсолютному заліку, вони стають першим і поки що єдиним українським екіпажем, якому підкорилося  таке досягнення.
На наступних етапах чемпіонату, ралі Мексики та Аргентини, Протасов та Черепін знову повертаються до автомобіля Ford Fiesta RRC. В обох випадках на їхньому рахунку абсолютна більшість виграних спецділянок, впевнене лідерство в класі та фініш поза призовою трійкою, викликаний технічними проблемами (перегрів двигуна в Мексиці та поламка підвіски в Аргентині). Успіх приходить лише на шостому етапі чемпіонату в Італії, де екіпаж нарешті перемагає в заліку WRC2, на 5,6 секунд випередивши місцевого кумира Паоло Андреуччі, та здобуває найвище в своїй кар'єрі 7 місце в абсолютному заліку WRC. Натхненний успіхом, український дует займає призові місця у Фінляндії (3-й у заліку WRC2), Німеччині (3-й у класі RC2) та Австралії (2-й у заліку WRC2), встановлюючи таким чином рекордну для себе серію з чотирьох подіумів поспіль.
Завершення сезону в українського екіпажу виходить змазаним: у двох залікових перегонах, що залишилися, Протасову і Черепину вдається набрати лише 10 очок, отриманих за п'яте місце в Каталонії. Однак і цього вистачає, щоб сезон 2015 став кращим у кар'єрі обох спортсменів: за підсумками року вони стають віцечемпіонами світу з ралі в заліку WRC2.
Фактично, на цьому Павло Черепін завершив активну професійну кар'єру, хоча до 2018 року ще виступав разом із Юрієм Протасовим в шоу-перегонах та на рівні Чемпіонату Європи з ралі, працював штурманом ice-crew в Роберта Кубіци на Ралі Монте-Карло і навіть стартував у Кубку Світу з ралі-рейдів, посівши високе 8-ме місце в абсолютному заліку на Baja Italia на українському прототипі Hellcat.
Павло Черепін та Юрій Протасов є володарями двох унікальних досягнень у світовому ралі: вони єдині вигравали спецділянки у чотирьох заліках чемпіонату світу: абсолюті, WRC2, WRC3 та P-WRC. Крім того, на Ралі Мексики 2014 спромоглися перемогти у заліку WRC2, випередивши переслідувача (Лоренцо Бертеллі) на рекордні 23 хв. 43.9 сек., попри технічні проблеми в фінальний день змагань.
Павло Черепін разом із Юрієм Протасовим — володарі найвищого досягнення в історії українського автоспорту на міжнародній арені: віце-чемпіони світу з ралі 2015 року у класі WRC2, десятикратні призери етапів чемпіонату світу з ралі у різних класах, у тому числі переможці Rally Monte Carlo, Rally Mexico, Rally Italia Sardegna у заліку WRC2. Павло Черепін — перший український штурман, який набирав очки в абсолютному заліку чемпіонату світу. Володар найбільшої кількості очок в абсолютному заліку WRC серед усіх українців в історії (14, 2011—2018), а за підсумками 2015 року увійшов до топ-15 ралійних штурманів у світі. Він набирав залікові очки в екіпажах із двома різними пілотами — Олександром Салюком-молодшим та Юрієм Протасовим.

## Фільмографія
| Назва фільму/шоу                            | Рік прем'єри                      | Короткий опис |
| ------------------------------------------- | --------------------------------- | --- |
| “Cyberwar 2022” (документальний фільм)      | 2022                              | Історія кібер- та інформаційного опору України та її союзників під час війни проти Російської Федерації. Особисті історії кіберактивістів та інтерв'ю з експертами світового рівня з кібербезпеки, що детально пояснюють, як виглядає прихований шар сучасної війни. |
| “Hunger” (документальний фільм)             | 2022                              | Глобальний погляд на знищення Росією українського аграрного потенціалу, що було важливим елементом стратегії повномасштабного вторгнення. |
| “Inside Ukraine” (документальний фільм)     | 2022                              | Погляд корейської документалістки Кім Йонг Мі на події перших місяців вторгнення РФ до України. |
| “24” (документальний фільм)                 | 2022                              | Історія сім'ї спортивних біженців у Польщі та збірної України з волейболу на Кубку Світу 2022. |
| “П’ять фіналів” (документальний фільм)      | 2022                              | Документальний фільм про збірну України з футболу, який було завершено і показано в українських кінотеатрах вже після початку повномасштабного вторгнення РФ в Україну. Фільм розкриває історію боротьби збірної України за місце у плей-офф кваліфікації ЧС-2022. Зазнавши суттєвих втрат очок на старті, головний тренер і герой футболу України Андрій Шевченко залишив свою посаду, а новим тренером несподівано став Олександр Петраков, який ніколи не працював з дорослими футбольними командами, але успішно виступав з молодіжними збірними України, вигравши Чемпіонат світу U-19. Збірна з новим тренером тепер не має права на помилки і час на підготовку або товариські матчі, але має в календарі 5 важливих ігор, кожна з яких стала для України справжнім фіналом. |
| “Особлива атмосфера” (документальний фільм) | 2021                              | Документальний фільм, який розкриває деталі підготовки української збірної з футболу під керівництвом Андрія Шевченка до ЄВРО. |
| «Лінія атаки» (документальний фільм)        | 2021                              | Документальний фільм про збірну України з волейболу та її участь у Чемпіонаті Європи 2021 року. |
| “Auto_Гол!” (реаліті-шоу)                   | 2020 — 2021 (2 сезони)            | Розважальне шоу, в якому зустрічаються дві драйвові стихії: футбол і автоспорт. |
| “Суперматч” (тревел-шоу)                    | 2020                              | Ведучі подорожують світом та знайомлять глядачів із фантастичною атмосферою найгарячіших футбольних дербі. |
| “Людина зі шрамом” (реаліті-шоу)            | 2019 — … (3 сезони, показ триває) | Історії появи шрамів, які суттєво впливають на впевненість у собі і заважають комфортному життю учасників шоу. Натхненні історіями героїв тату-майстри вигадують справжні художні шедеври, перекриваючи шрами на тілі і «лікуючи» шрами в душі героїв завдяки силі мистецтва. |

## Результати в чемпіонатах світу

### Залік WRC
| Рік  | Команда               | Автомобіль               | 1      | 2      | 3      | 4      | 5      | 6      | 7      | 8      | 9      | 10     | 11     | 12     | 13     | Поз. | Бали |
| ---- | --------------------- | ------------------------ | ------ | ------ | ------ | ------ | ------ | ------ | ------ | ------ | ------ | ------ | ------ | ------ | ------ | ---- | ---- |
| 2011 | Mentos Ascania Racing | Mitsubishi Lancer Evo IX | SWE 32 | MEX    | POR 20 | JOR    | ITA    | ARG    | GRE    | FIN Сх | GER    | AUS 8  | FRA    | ESP 30 | GBR 25 | 24   | 4    |
| 2012 | Mentos Ascania Racing | Mitsubishi Lancer Evo IX | MON    | SWE    | MEX    | POR    | ARG Сх | GRE Сх | NZL Сх | FIN    | GER    | GBR    | FRA    | ITA    | ESP    | НК   | 0    |
| 2013 | AT Rally              | Ford Fiesta RS WRC       | MON    | SWE 32 | MEX    | POR    | ARG    |        |        |        |        |        |        |        |        | НК   | 0    |
| 2013 | AT Rally              | Ford Fiesta RRC          |        |        |        |        |        | GRE 14 | ITA    | FIN    | GER    | AUS    | FRA    | ESP    | GBR    | НК   | 0    |
| 2014 | Darnitsa Motorsport   | Ford Fiesta R5           | MON 10 | SWE 15 | MEX 10 | POR 31 |        |        |        | FIN 43 |        |        |        |        |        | 26й  | 2    |
| 2014 | Darnitsa Motorsport   | Ford Fiesta RRC          |        |        |        |        | ARG Сх | ITA 13 | POL    |        |        | AUS 13 |        |        | GBR 20 | 26й  | 2    |
| 2014 | M-Sport WRT           | Ford Fiesta RS WRC       |        |        |        |        |        |        |        |        | GER 11 |        | FRA 16 | ESP 11 |        | 26й  | 2    |
| 2015 | D-Max Racing          | Citroen DS3 WRC          | MON 16 |        |        |        |        |        |        |        |        |        |        |        |        | 15-й | 8*   |
| 2015 | Darnitsa Motorsport   | Ford Fiesta RS WRC       |        | SWE 9  |        |        |        |        |        |        |        |        |        |        |        | 15-й | 8*   |
| 2015 | Darnitsa Motorsport   | Ford Fiesta RRC          |        |        | MEX 13 | ARG 13 | POR    | ITA 7  | POL    | FIN 13 |        | AUS 11 |        | ESP 14 | GBR 37 | 15-й | 8*   |
| 2015 | Darnitsa Motorsport   | Ford Fiesta R5           |        |        |        |        |        |        |        |        | GER 15 |        | FRA 20 |        |        | 15-й | 8*   |

### Залік PWRC
| Рік  | Команда               | Автомобіль               | 1     | 2     | 3      | 4      | 5      | 6     | 7     | 8   | Поз. | Бали |
| ---- | --------------------- | ------------------------ | ----- | ----- | ------ | ------ | ------ | ----- | ----- | --- | ---- | ---- |
| 2011 | Mentos Ascania Racing | Mitsubishi Lancer Evo IX | SWE 7 | POR 6 | ARG    | FIN Сх | AUS 3  | ESP 5 | GBR 8 |     | 8-й  | 43   |
| 2012 | Mentos Ascania Racing | Mitsubishi Lancer Evo IX | MON   | MEX   | ARG Сх | GRE Сх | NZL Сх | GER   | ITA   | ESP | НК   | 0    |

### Залік WRC 2
| Рік  | Учасник             | Автомобіль      | 1     | 2     | 3     | 4      | 5      | 6     | 7   | 8     | 9   | 10    | 11  | 12    | 13     | Поз. | Бали |
| ---- | ------------------- | --------------- | ----- | ----- | ----- | ------ | ------ | ----- | --- | ----- | --- | ----- | --- | ----- | ------ | ---- | ---- |
| 2013 | AT Rally            | Ford Fiesta RRC | MON   | SWE   | MEX   | POR    | ARG    | GRE 4 | ITA | FIN   | GER | AUS   | FRA | ESP   | GBR    | 27й  | 12   |
| 2014 | Yuriy Protasov      | Ford Fiesta R5  | MON 1 | SWE 5 | MEX 1 | POR 14 |        |       |     |       |     |       |     |       |        | 4-й  | 90   |
| 2014 | Yuriy Protasov      | Ford Fiesta RRC |       |       |       |        | ARG Сх | ITA 3 | POL | FIN   | GER | AUS 3 | FRA | ESP   | GBR    | 4-й  | 90   |
| 2015 | Darnitsa Motorsport | Ford Fiesta RRC | MON   | SWE   | MEX 5 | ARG 4  | POR    | ITA 1 | POL | FIN 3 | GER | AUS 2 | FRA | ESP 5 | GBR 13 | 2-й  | 90   |

### Подіуми у WRC
| # | Раллі             | Сезон | Залік    | Місце | Пілот                   | Автомобіль               |
| - | ----------------- | ----- | -------- | ----- | ----------------------- | ------------------------ |
| 1 | Раллі Австралії   | 2011  | PWRC     | 3     | Александр Салюк-младший | Mitsubishi Lancer Evo IX |
| 2 | Раллі Монте-Карло | 2014  | WRC 2    | 1     | Юрій Протасов           | Ford Fiesta R5           |
| 3 | Раллі Мексики     | 2014  | WRC 2    | 1     | Юрій Протасов           | Ford Fiesta R5           |
| 4 | Раллі Італії      | 2014  | WRC 2    | 3     | Юрій Протасов           | Ford Fiesta RRC          |
| 5 | Раллі Австралії   | 2014  | WRC 2    | 3     | Юрій Протасов           | Ford Fiesta RRC          |
| 6 | Раллі Італії      | 2015  | WRC 2    | 1     | Юрій Протасов           | Ford Fiesta RRC          |
| 7 | Ралі Фінляндії    | 2015  | WRC 2    | 3     | Юрій Протасов           | Ford Fiesta RRC          |
| 8 | Ралі Німеччини    | 2015  | Клас RC2 | 3     | Юрій Протасов           | Ford Fiesta R5           |
| 9 | Ралі Австралії    | 2015  | WRC 2    | 2     | Юрій Протасов           | Ford Fiesta RRC          |